# Радивонівка (Мелітопольський район)
Радиво́нівка (в минулому — Родіонівка) — село в Україні, у Якимівській селищній громаді Мелітопольського району Запорізької області. Населення становить 1809 осіб. До 2017 року орган місцевого самоврядування — Радивонівська сільська рада.

## Географія
Село Радивонівка розташоване на правому березі річки Тащенак, в місці впадіння її у Молочний лиман, на протилежному березі — село Перемога. Поруч проходить автошлях міжнародного значення  М18E105.

## Назва
Назва села походить від українського імені Радиво́н (грецького походження: давньогрецькою — Ῥοδιών).
У цьому імені бачимо деякі цікаві звукові особливості української мови: історичну зміну давньоукраїнського [і] на [и] (пор. з укр. Тимко < давньогрецька. Τιμόθεος), епентезу [в] між голосними [и] та [о] (пор. з укр. павук < прасл. *paǫkъ). Отже, російське або церковнослов'янське Родіон звучить в українській мові як Радивон.

## Населення

### Мова
Розподіл населення за рідною мовою за даними перепису 2001 року:
| Мова            | Кількість | Відсоток |
| --------------- | --------- | -------- |
| російська       | 1409      | 79.66%   |
| українська      | 301       | 16.64%   |
| вірменська      | 19        | 1.05%    |
| білоруська      | 2         | 0.11%    |
| польська        | 2         | 0.11%    |
| інші/не вказали | 76        | 2.43%    |
| Усього          | 1809      | 100%     |

## Історія
Село засноване у 1802 році.
Станом на 1886 рік в селі Радионівка Якимівської волості Мелітопольського повіту Таврійської губернії мешкало 1146 осіб, налічувалось 187 дворів, існували православна церква, школа.
7 (20) листопада 1917 року, відповідно до Третього Універсалу Української Центральної Ради, увійшло до складу Української Народної Республіки.
З серпня 2011 року велися роботи з прокладання газу в село, а вже 6 вересня 2012 року село було газифіковане.
16 травня 2017 року Радивонівська сільська рада, в ході децентралізації, об'єднана з Якимівською селищною громадою.
12 червня 2020 року, відповідно до розпорядження Кабінету Міністрів України № 713-р «Про визначення адміністративних центрів та затвердження територій територіальних громад Запорізької області», увійшло до складу Якимівської селищної громади.
17 липня 2020 року, в результаті адміністративно-територіальної реформи та ліквідації Якимівського району, село увійшло до складу Мелітопольського району.
Село тимчасово окуповане російськими військами 24 лютого 2022 року.

## Об'єкти соціальної сфери
- Середня загальноосвітня школа.
- Будинок культури.
- Фельдшерсько-акушерський пункт.

## Релігія
- Православний храм на честь Покрова Божої Матері.

## Пам'ятки
- Заказник «Молочний лиман».
- Неподалік від села розташований Радивонівський заказник.
- Річка Тащенак.
- Кар'єр з видобутку піску.

## Постаті
- Гнєдашев Віктор Миколайович (нар. 1960) — український краєзнавець
- Губський Олексій Сергійович (1976—2016) — солдат Збройних сил України, учасник російсько-української війни[9]
- Демидов Юрій Геннадійович (1983—2014) — солдат Збройних сил України, учасник російсько-української війни